# Tsuchiura
Tsuchiura è una città giapponese della prefettura di Ibaraki.